# ブーシェ

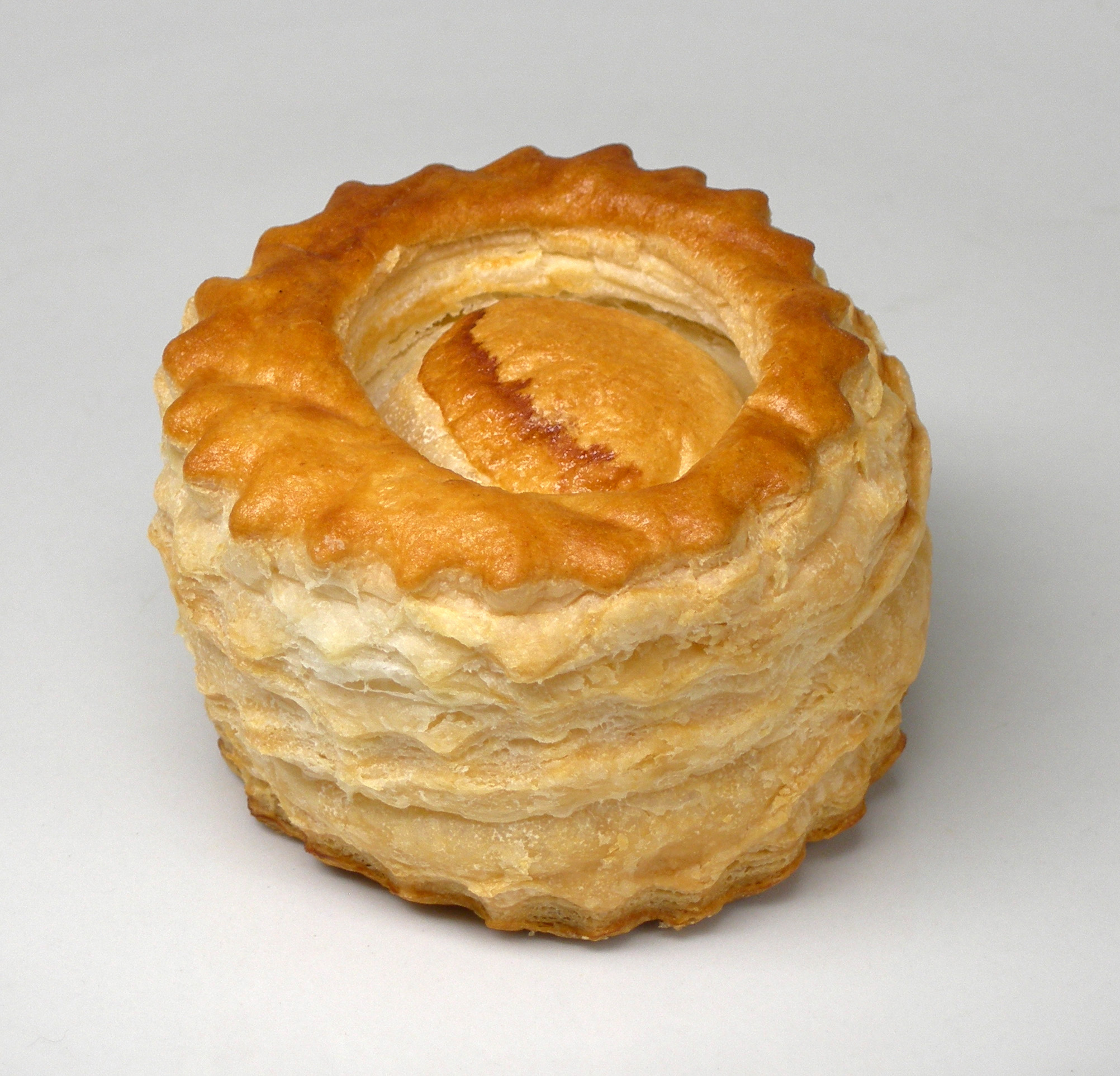
ヴォロヴァン

ブーシェ、ブシェ（仏: bouchée）は、フランス料理の温オードブルの一種。
フランス語で「ひと口」という意味であり、ひと口サイズの温オードブル、特にヴォロヴァンをより小型にした、折りパイの容器に具を詰めたものを指す。また、プチフールやボンボン菓子を指すこともある。